# John Farrow
Pour les articles homonymes, voir Farrow.
John Farrow (né John Villiers Farrow) est un réalisateur, scénariste, producteur et acteur d'origine australienne, naturalisé américain en 1947. Il est né le 10 février 1904 à Sydney, en Australie, et mort le 28 janvier 1963 à Beverly Hills, en Californie (États-Unis).

## Biographie
John Farrow a été marié à l'actrice Maureen O'Sullivan de 1936 jusqu'à sa mort en 1963. Ils auront sept enfants dont les actrices Mia Farrow et Tisa Farrow. 

## Filmographie

### Comme réalisateur
- 1937 : Men in Exile
- 1937 : À l'est de Shanghaï (West of Shanghai)
- 1937 : She Loved a Fireman
- 1938 : The Invisible Menace
- 1938 : Little Miss Thoroughbred
- 1938 : Cheri (My Bill)
- 1938 : Broadway Musketeers
- 1939 : The Saint Strikes Back
- 1939 : Women in the Wind
- 1939 : Sorority House
- 1939 : Quels seront les cinq ? (Five Came Back)
- 1939 : Full Confession
- 1939 : Reno
- 1940 : Married and in Love
- 1940 : A Bill of Divorcement
- 1942 : La Sentinelle du Pacifique (Wake Island)
- 1942 : Le commando frappe à l'aube (Commandos Strike at Dawn)
- 1943 : Le Défilé de la mort (China)
- 1944 : Hitler et sa clique (The Hitler Gang)
- 1945 : Le Prix du bonheur  (You Came Along)
- 1946 : Révolte à bord (Two Years Before the Mast)
- 1946 : Californie terre promise (California)
- 1947 : Easy Come, Easy Go
- 1947 : Meurtres à Calcutta (Calcutta)
- 1947 : Ils étaient quatre frères (Blaze of Noon)
- 1948 : La Grande Horloge (The Big Clock)
- 1948 :  Retour sans espoir (Beyond Glory)
- 1948 : Les Yeux de la nuit (Night Has a Thousand Eyes)
- 1949 : Un pacte avec le diable (Alias Nick Beal)
- 1949 : L'Ange endiablé (Red, Hot and Blue)
- 1950 : Voyage sans retour (Where Danger Lives)
- 1950 : Terre damnée (Copper Canyon)
- 1951 : Fini de rire (His Kind of Woman)
- 1951 : Duel sous la mer (Submarine Command)
- 1953 : Les Bagnards de Botany Bay (Botany Bay)
- 1953 : Vaquero (Ride, Vaquero!)
- 1953 : Les Pillards de Mexico (Plunder of the Sun)
- 1953 : Hondo, l'homme du désert (Hondo)
- 1954 : Une balle vous attend (A Bullet Is Waiting)
- 1955 : Le Renard des océans (The Sea Chase)
- 1956 : Les Échappés du néant (Back from Eternity)
- 1957 : La Femme et le Rôdeur (The Unholy Wife)
- 1959 : John Paul Jones, maître des mers (John Paul Jones)

### comme scénariste
- 1927 : The Wreck of the Hesperus (histoire)
- 1927 : A Sailor's Sweetheart
- 1927 : White Gold (titres)
- 1928 : L'amour joue et gagne (Three Weekends) de Clarence G. Badger (adaptation)
- 1928 : The Woman From Moscow
- 1928 : The First Kiss (adaptation)
- 1928 : Tu ne tueras pas ! (Ladies of the Mob) de William A. Wellman
- 1928 : The Blue Danube (histoire)
- 1928 : The Showdown (titres)
- 1928 : The Bride of the Colorado (story)
- 1928 : Three Weekends (adaptation)
- 1928 : La Femme de Moscou (The Woman from Moscow)
- 1928 : Le Bateau de nos rêves (The First Kiss) de Rowland V. Lee (adaptation)
- 1928 : Ladies of the Mob
- 1928 : The Blue Danube de Paul Sloane (histoire)
- 1928 : The Showdown (titres)
- 1928 : The Bride of the Colorado (histoire)
- 1929 : Le Chant du loup (The Wolf Song) (scénario)
- 1929 : Le Démon des tropiques (A Dangerous Woman)
- 1929 : The Wheel of Life (adaptation)
- 1929 : Les Quatre Plumes blanches (The Four Feathers) (titres)
- 1930 : The Bad One (histoire)
- 1930 : Seven Days Leave
- 1930 : Shadow of the Law
- 1930 : Inside the Lines (dialogue)
- 1931 : A Woman of Experience (dialogue & screenplay)
- 1931 : The Common Law (screen story)
- 1932 : The Impassive Footman
- 1933 : Don Quixote (version anglaise)
- 1934 : The Spectacle Maker
- 1935 : Taro le païen (Last of the Pagans) de Richard Thorpe
- 1949 : L'Ange endiablé (Red, Hot and Blue)
- 1953 : Vaquero (Ride, Vaquero!)
- 1956 : Le Tour du monde en quatre-vingts jours (Around the World in Eighty Days), de Michael Anderson
- 1959 : John Paul Jones, maître des mers (John Paul Jones)

### comme producteur
- 1948 : La Grande Horloge (The Big Clock)
- 1951 : Submarine Command
- 1955 : Le Renard des océans (The Sea Chase)
- 1956 : Les Échappés du néant (Back from Eternity)
- 1957 : La Femme et le Rôdeur (The Unholy Wife)

### comme acteur
- 1954 : Capitaine King (King of the Khyber Rifles) de Henry King
- 1954 : Forbidden Island de Charles B. Griffith

### comme assistant réalisateur
- 1933 : Don Quichotte de Georg Wilhelm Pabst